# Франц Гашек
Гашек (Гошек) Франц (1884, Тучапи, район Табор, Південночеський край, Чехія — 1918, Пенза, Росія) — командир більшовицького загону.

## Біографія
Закінчив 6 класів гімназії. Працював залізничником у м. Местец-Кралов.
Є інформація, що Франц Гашек у 1905 р. перебував в Росії та брав активну участь у революційних подіях на Харцизському механічному заводі, зокрема збирав серед робітників гроші та намагався придбати зброю, очолював місцеву соціал-демократичну групу. Однак слідство не встановило його місце перебування.
1913 року він згадується як керівник гімнастичного клубу у Саратові, організований на зразок чеських сокільських клубів.
Під час Першої світової війни призваний до 75 полку австро-угорської армії. Потрапив до російського полону.
У серпні 1917 р. вступив до 10 роти легіонерського полку. Розпропагований більшовиками, перейшов на їх сторону. Очолював 1-й чехословацький загін Червоної Армії.
На чолі загону прикривав відступ більшовиків з Луганська.
Після відступу з Донбасу передислокувався до Пензи, де увійшов до складу 1-го пензенського чехословацького революційного полку. Загинув наприкінці травня 1918 р. поблизу Пензи.
В окремих статтях його плутають із Ярославом Гашеком.